# Blucksberg Mountain
Blucksberg Mountain – jednostka osadnicza w Stanach Zjednoczonych, w stanie Dakota Południowa, w hrabstwie Meade.